# Sanni Franssi
Sanni Maija Franssi (Riihimäki, 19 marzo 1995) è una calciatrice finlandese, attaccante del Real Sociedad e della nazionale finlandese.

## Carriera
Dopo quattro anni al PK-35 Vantaa, con il quale ha vinto tre campionati nazionali finlandesi e due coppe di Finlandia, una stagione alle elvetiche dello Zurigo e una nuova breve comparsa al PK-35 Vantaa, nel settembre 2017 si accasa alle italiane della Juventus. Nelle due stagioni successive, gioca in Danimarca, al Fortuna Hjørring. Nel 2020 si sposta in Spagna, alla Real Sociedad.

## Palmarès

### Club
- Campionato finlandese: 3

PK-35 Vantaa: 2012, 2014, 2015
- Campionato italiano: 1

Juventus: 2017-2018
- Campionato danese: 1

Fortuna Hjørring: 2019-2020
- Coppa di Finlandia: 2

PK-35 Vantaa: 2012, 2013
- Coppa di Danimarca: 1

Fortuna Hjørring: 2018-2019